# Estación experimental de plantas medicinales de Wakayama
La Estación experimental de plantas medicinales de Wakayama (en japonés: 藥用植物和歌山實驗站, Wakayama-ken Ringyōshikenjō Daigaku Shokubutsuen) es una estación de investigación y experimentación de plantas medicinales que alberga invernadero y jardín botánico en Kawabe, Japón. 
El código de reconocimiento internacional del Wakayama-ken Ringyōshikenjō Daigaku Shokubutsuen como institución botánica (en el Botanical Gardens Conservation International - BGCI), así como las siglas de su herbario es TSUK.

## Localización
Wakayama-ken Ringyōshikenjō Daigaku Shokubutsuen Hi1208 Habu, Kawabe-chō, Hidaka-gun Wakayama-ken 649-13 Honshū-jima Japón.
Planos y vistas satelitales.33°55′36.0″N 135°11′36.7″E / 33.926667, 135.193528
El jardín es visitable por el público en general, de 9:00 a 16:30, de miércoles a lunes cerrando los martes. Se paga una tarifa de entrada.

## Historia
El Instituto Nacional de Ciencias de la Salud de Japón, lleva a cabo las pruebas, investigaciones y estudios con miras a la correcta evaluación de la calidad, seguridad y eficacia de los productos farmacéuticos, alimentos, y los numerosos productos químicos en el medio ambiente de vida.
El Instituto Nacional de Ciencias de la Salud (INCS), que se estableció en Tokio en 1874, como el Laboratorio de Control de Drogas de Tokio (más tarde rebautizado como Instituto de Tokio de Ciencias de la Higiene), actualmente es una importante organización dentro del Ministerio de Salud, Trabajo y Bienestar Social. Es el instituto más antiguo de la investigación nacional en Japón y en la actualidad cuenta con 21 divisiones, 5 de los cuales pertenecen al Centro de investigación de Seguridad Biológica.
Inicialmente, el INCS se dedicaba principalmente al análisis e inspección de la calidad de los medicamentos importados y en el análisis de las sustancias químicas en los alimentos y el agua potable, así como el agua de los onsen ('manantiales calientes'). Tras el estallido de la Primera Guerra Mundial en 1914, la investigación sobre la fabricación de medicamentos esenciales ha sido de gran importancia debido a las dificultades y, en algunos casos, el cese de su importación. Esto allanó el camino para que Japón para estableciera una industria farmacéutica moderna.
En 1922, se creó la primera Estación Experimental de Plantas Medicinales, que se estableció en Kaskabe, y comenzó la investigación que involucra la plantación y cultivo, el ensayo y otras actividades.
En 1938, el Instituto fue puesta bajo el control de la Consejería de Salud y Bienestar Social de reciente implantación. En 1946, el laboratorio trasladó su oficina desde"Kanda Izumi-cho a su ubicación actual en Setagaya, y el INCS amplió en gran medida sus instalaciones, el personal y la organización. En 1949, su nombre fue cambiado por el Instituto Nacional de Ciencias de Salud e Higiene. En el mismo año, el Instituto de Ciencias de la Salud Osaka se convirtió en la "Rama de Osaka" del Instituto.
En 1978, fue creado el Centro de Investigación de Seguridad Biológica en el INCS junto con una nueva construcción de instalaciones para albergar a los animales. El Centro sirve como organización de investigación de pruebas de seguridad líder en Japón.
En 1980, la principal Estación Experimental de Plantas Medicinales fue trasladada de Kasukabe a Tsukuba, donde se convirtió en la Estación Experimental de Tsukuba de plantas medicinales. Aunque para el fortalecimiento de sus operaciones, en la estación también se estableció un sistema para que los investigadores comuniquen con otros laboratorios en Hokkaido, Izu, Wakayama, y Tanegashima.
Desde 1985, han surgido varias sustancias nuevas que requieren la evaluación de la calidad, seguridad o eficacia. Estos incluyen no solo los productos farmacéuticos en forma de nuevos medicamentos y productos de ADN recombinante, sino también dispositivos médicos, y sus materiales, productos alimenticios de nuevo desarrollo, y aditivos naturales. Se han convertido en una necesidad las nuevas actividades de investigación para evaluar la calidad y la seguridad.
En 1997, con la reorganización del sistema requlador para los productos farmacéuticos y dispositivos médicos en Japón, el Centro de Evaluación de los productos farmacéuticos y dispositivos médicos se estableció en el INCS. Este centro es responsable de la evaluación previa a la comercialización de productos farmacéuticos y médicos.
En 2002, la consolidación de los campos relacionados con los alimentos y otros campos en desarrollo dio lugar a la reorganización de los institutos nacionales de investigación. Esto llevó a la clausura de la Estación Experimental de Plantas Medicinales en Izu y a la creación de la División de productos de Terapia Génica y Celular, la División de Investigación de Alimentos Biomédicos, y la División de Ciencias de Seguridad Médica en el INCS.
  
En 2004, la Rama de Osaka se reorganizó para llevar a cabo la investigación que servirá de base para el desarrollo de medicamentos para la EPOC a través de la aplicación de la ciencia del genoma, ciencia de las proteínas y otras ciencias en evolución. Como parte de esta reorganización, la Rama se trasladó a la Ciudad de Ibaraki en la Prefectura de Osaka.

En 2005, fue creado el Instituto Nacional de Innovación Biomédica para llevar a cabo la investigación sobre la conversión de los frutos de la investigación básica en el desarrollo de productos farmacéuticos y dispositivos médicos, así como los recursos de investigación de alimentación para apoyar ese desarrollo en Japón. La jurisdicción sobre la División Call Bank, Rama de Osaka, y las Estaciones experimentales de plantas medicinales (Hokkaido, Tsukuba, Wakayama, y Tanegashima) fue trasladada a este Instituto.

## Colecciones
En la estación se albergan plantas medicinales: 
- Plantas medicinales en la fitoterapia china
- Plantas medicinales en la fitoterapia europea.
- Plantas medicinales asiáticas y australianas.
- Plantas medicinales americanas.